# Norwich University of the Arts

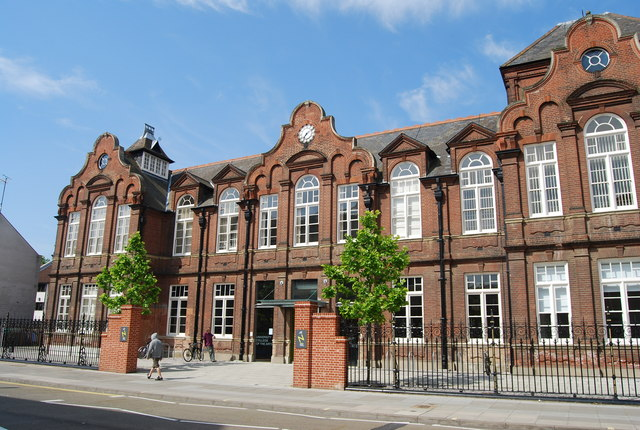
Gebäude an der Duke Street

Die Norwich University of the Arts (NUA) ist eine Kunsthochschule in Norwich in der Grafschaft Norfolk im Osten Englands. 

## Die Hochschule
Die NUA belegt elf Gebäude im Stadtzentrum von Norwich. Als Grundstudiengänge werden Bildende Kunst, Kommunikationsdesign, Modedesign, Animation, Grafik-Design, Architektur, Textildesign und Fotografie angeboten.

## Geschichte
Die Kunsthochschule wurde 1845 als Norwich School of Design von Mitgliedern der Künstlergruppe Norwich School of Painters zur Ausbildung der Gestalter des örtlichen Kunstgewerbes gegründet. Seit 1965 können Diplome für Kunst und Design ausgestellt werden. 2013 wurde der Name auf Norwich University of the Arts geändert.

## Zahlen zu den Studierenden
Im Studienjahr 2022/2023 nannten sich von den 2.835 Studenten der Norwich University of the Arts 1.835 weiblich (64,7 %) und 995 männlich (35,1 %). Von den 2.620 Studenten 2020/2021 waren 1.590 weiblich (60,7 %) und 965 männlich (36,8 %). 2.400 Studierende kamen aus England, 5 aus Schottland, 15 aus Wales, 20 aus Nordirland und 80 aus der EU. 2.470 der Studierenden (94,3 %) strebten ihren ersten Studienabschluss an, sie waren also undergraduates. 150 (5,7 %) arbeiteten auf einen weiteren Abschluss hin, sie waren postgraduates. Davon waren 5 in der Forschung tätig.
Von den 2.360 Studenten des Studienjahrens 2019/2020 waren 1.435 weiblich und 895 männlich.